# أحمد بن محمد المحضار
أحمد بن محمد المحضار (1217 - 1304 هـ) إمام وشاعر وشيخ دين حضرمي. قام بنشر الدعوة المحمدية، ونشط في مجالي الوعظ والإرشاد. كما كان له زعامة اجتماعية واسعة في حضرموت، واتصل بكل طبقات المجتمع ساعيًا إلى حلّ الأزمات والتوفيق بين المتخاصمين، ببذل الجهد في سبيل الإصلاح حتى صار له النفوذ العام والشهرة الفائقة.

## نسبه
أحمد بن محمد بن علوي بن محمد بن طالب بن علي بن جعفر بن أبي بكر بن عمر المحضار بن الشيخ أبي بكر بن سالم بن عبد الله بن عبد الرحمن بن عبد الله بن عبد الرحمن السقاف بن محمد مولى الدويلة بن علي بن علوي الغيور بن الفقيه المقدم محمد بن علي بن محمد صاحب مرباط بن علي خالع قسم بن علوي بن محمد بن علوي بن عبيد الله بن أحمد المهاجر بن عيسى بن محمد النقيب بن علي العريضي بن جعفر الصادق بن محمد الباقر بن علي زين العابدين بن الحسين السبط بن علي بن أبي طالب، وعلي زوج فاطمة بنت محمد.
فهو الحفيد 34 لرسول الله محمد في سلسلة نسبه.

## مولده ونشأته
ولد ببلدة الرشيد بدوعن سنة 1217 هـ، ووالدته عائشة بنت محمد بازرعة. حفظ القرآن في السابعة من عمره في معلامة الرشيد، وتلقى فيها بعض العلوم الأولية. ثم قصد بلاد الحجاز للحج، وكان له ترددات إلى الحرمين، وجاور بمكة سنوات. واستوطن بلدة القويرة في أجواء سنة 1260 هـ، وعمل بالتدريس والمشيخة كما كان إمامًا وواعظًا.

## شيوخه
تلقى عن عدد من العلماء والشيوخ في حضرموت والحجاز، منهم:
| - صالح بن عبد الله العطاس - عمر بن أبي بكر الحداد - عبد الله بن عيدروس البار - علي بن جعفر العطاس - هادون بن هود العطاس | - سعيد بن محمد باعشن - عبد الله بن أحمد باسودان - أحمد بن عمر بن سميط - محمد بن أحمد الحبشي - حسن بن صالح البحر | - علي بن عمر السقاف - عبد الله بن حسين بن طاهر - عبد الله بن علي بن شهاب الدين - عبد الله بن حسين بلفقيه - أحمد بن علي الجنيد | - عمر بن عبد الكريم العطار - محمد صالح الريّس - أحمد بن محمد الصاوي - عبد الرحمن بن محمد الكزبري - عبد الرحمن بن سليمان الأهدل |

## تلاميذه
كثر طلاب العلم بين يديه فكان ينفق عليهم وقد خصص لهم مسكنًا، وهناك آخرون يأتونه ليحضروا دروسه، ويقتبسوا من أخلاقه، وتخرج الكثير عليه، منهم:
| - ابنه محمد بن أحمد المحضار - ابنه مصطفى بن أحمد المحضار - طاهر بن عمر الحداد - حسين بن محمد البار - سالم بن أبي بكر العطاس | - أحمد بن حسن العطاس - محمد بن صالح العطاس - أحمد بن محمد العطاس - محمد بن طاهر الحداد - طاهر بن عبد الله بن سميط | - عبد الله بن محمد الحبشي - عبد اللاه بن حسن البحر - عيدروس بن عمر الحبشي - أحمد بن عبد الرحمن السقاف - عبيد الله بن محسن السقاف | - أبو بكر بن عبد الرحمن بن شهاب الدين - علي بن محمد الحبشي - حامد بن عمر السقاف - علي بن سالم بن الشيخ أبي بكر بن سالم - سالم بن أحمد المحضار |

## من شعره
نظم على الموزون المقفى، واستأثر المديح النبوي بجانب كبير من شعره، كما نظم في مدح آل البيت، وله في ذلك مطولة في مديح السيدة خديجة بنت خويلد. امتزجت لغته ببعض اللهجات المحلية، وأفادت من تراث الشعر الديني. وتضمنت مطالع بعض قصائده اقتباسات من الشعر الجاهلي. أغراضه قليلة، وصوره لم تفارق الموروث. وله ديوان شعر مخطوط محفوظ في مكتبة الأحقاف بتريم، فمن شعره:

## مؤلفاته
وأما مؤلفاته فمنها:
| - «رسالة في المولد النبوي» - «رسالة في مناقب أم المؤمنين خديجة بنت خويلد» | - «رسالة في مناقب الشيخ يوسف بن أحمد باناجة» - «رسالة فيها مجموعة صلوات» - «مقامات في وصف الدنيا» |

## ذريته
تزوج في قرية الرشيد عند آل الحبشي فرُزق من الأولاد عمر وهادون، وحامد. ثم تزوج بعد ذلك عند آل الشيخ أبي بكر بن سالم فرُزق من الأولاد محمد ومصطفى وصالح. ثم تزوج امرأة ثالثة من آل جمل الليل أنجبت له الهدار.

## وفاته
توفي في القويرة ليلة الخميس السابع من شهر صفر سنة 1304 هـ، ودفن في قبره الذي حفره بنفسه قبل وفاته بثلاثين عاما بجوار منزله ومسجده، كما عليه قبة عظيمة معمورة بالزائرين أثناء الحضرات والزيارات الكبرى.

### استشهادات
1. ↑  الحبشي، عيدروس بن عمر (2009). عقد اليواقيت الجوهرية وسمط العين الذهبية بذكر طريق السادات العلوية. تريم، اليمن: دار العلم والدعوة. ج. الأول. ص. 721.
2. ↑  المشهور، عبد الرحمن بن محمد (1984). شمس الظهيرة (PDF). جدة، السعودية: عالم المعرفة. ج. الأول. ص. 280. مؤرشف من الأصل (PDF) في 2020-01-02.
3. 1 2  المحضار، محمد بن عبد اللاه (2011). المجموع السار من أنفاس الإمام أحمد بن محمد المحضار. تريم، اليمن: دار الأصول.
4. ↑  الحداد، علوي بن طاهر (2017). الشامل في تاريخ حضرموت ومخالفيها. عمان، الأردن: دار الفتح. ص. 610.
5. ↑  السقاف، عبد الله بن محمد. تاريخ الشعراء الحضرميين. القاهرة، مصر: مطبعة العلوم. ج. الرابع. ص. 38.
6. ↑  "أحمد بن محمد المحضار". معجم البابطين لشعراء العربية في القرنين التاسع عشر والعشرين. مؤرشف من الأصل في 2020-09-03.
7. ↑  زبارة، محمد بن محمد (1956). أئمة اليمن بالقرن الرابع عشر للهجرة. القاهرة، مصر: المطبعة السلفية ومكتبتها. ج. الأول. ص. 62.
8. ↑  السقاف، أحمد بن عبد الرحمن. الأمالي. تريم، اليمن: دار الأصول. ص. 107.